# Enopla
Enopla zijn een klasse van de snoerwormen (Nemertea). 

## Taxonomie en soorten
De volgende onderklasse is bij de klasse ingedeeld:
- Hoplonemertea